# 酒私風雲 卷1：HBO劇集音樂
《酒私風雲 卷1：HBO劇集音樂》（英語：Boardwalk Empire Volume 1: Music from the HBO Original Series）是一輯HBO電視劇《酒私風雲》的原聲帶，由Elektra Records唱片公司在2011年9月發行。本專輯達到《告示牌雜誌》最高爵士樂專輯排行榜的第八位，也獲得2012年格林美獎最佳影視媒體作品作曲專輯。

## 曲目列表
1. 〈Livery Stable Blues（英语：Livery Stable Blues）〉，表演者：文斯·佐丹奴和夜鷹樂團
2. 〈The Dumber They Come the Better I Like 'Em〉，表演者：史蒂芬·德羅薩
3. 〈My Man（英语：Mon Homme）〉，表演者：蕾吉娜·史派克特
4. 〈Darktown Strutters' Ball（英语：Darktown Strutters' Ball）〉，表演者：文斯·佐丹奴和夜鷹樂團
5. 〈Crazy Blues（英语：Crazy Blues）〉，表演者：凱瑟琳·羅素（英语：Catherine Russell (singer)）
6. 〈Mournin' Blues〉，表演者：文斯·佐丹奴和夜鷹樂團
7. 〈Some of These Days（英语：Some of These Days）〉，表演者：凱西·布瑞爾
8. 〈Margie（英语：Margie (song)）〉，表演者：文斯·佐丹奴和夜鷹樂團
9. 〈Carrickfergus〉，表演者：盧登·溫賴特三世（英语：Loudon Wainwright III）
10. 〈Wild Romantic Blues〉，表演者：妮莉·麥凱（英语：Nellie McKay）
11. 〈After You Get What You Want (You Don't Want It)〉，表演者：凱西·布瑞爾
12. 〈The Sheik of Araby（英语：The Sheik of Araby）〉，表演者：Leon Redbone（英语：Leon Redbone）
13. 〈Japanese Sandman（英语：The Japanese Sandman）〉，表演者：文斯·佐丹奴和夜鷹樂團
14. 〈Don't Put a Tax On the Beautiful Girls〉，表演者：凱西·布瑞爾
15. 〈All by Myself（英语：All by Myself (Irving Berlin song)）〉，表演者：瑪莎·溫賴特（英语：Martha Wainwright）
16. 〈Life's a Funny Proposition After All〉，表演者：史蒂芬·德羅薩

豪華版（額外曲目）：
1. 〈Japanese Sandman (uke version)〉，表演者：Lauren Sharpe
2. 〈Maple Leaf Rag（英语：Maple Leaf Rag）〉，表演者：文斯·佐丹奴和夜鷹樂團
3. 〈Alice Blue Gown（英语：Alice Blue Gown）〉，表演者：Amber Edwards
4. 〈Harlem Strut〉，表演者：Mark Shane